# Curtis Guild Jr.
Curtis Guild Jr. (2 février 1860 - 6 avril 1915) est un homme politique américain. Membre du Parti républicain, il est gouverneur du Massachusetts de 1906 à 1909 puis ambassadeur des États-Unis en Russie de 1911 à 1913.